# Сенин, Олег Михайлович
Олег Михайлович Сенин (род. 24 марта 1947 года, Шацк, Рязанская область, СССР) — российский общественный и церковный деятель, преподаватель, богослов, миссионер, писатель и христианский поэт; бывший диссидент и политический заключённый (1969—1974 гг.). Депутат IV и V созывов Тульской областной думы. Имеет среднее техническое, юридическое образование и степень магистра в области теологии.

## Биография
Родился 24 марта 1947 года в г. Шацке (Рязанской области). Отец — Михаил Павлович Сенин, директор совхоза, выходец из Казачьей слободы г. Шацка, мать — Александра Никаноровна, уроженка д. Колесово (Вологодской области), агроном. Детство и юность прошли в п. Лесная Поляна, близ Шацка, Моршанске, Рязани и Саратове.
Семья
У О. М. Сенина трое детей и девять внуков.
Жена: Катерина Васильевна (1956 г.р.), закончила Карагандинский государственный университет по специальности «филолог, преподаватель русского языка и литературы».
Дети: Алёна Олеговна (1968 г.р.), филолог, доктор практического богословия, проживает в Канаде. Никон Олегович (1977 г.р.), филолог, специальность «английский и немецкий языки»; автор сб. стихов и прозы, телережиссёр, Москва. Анастасия Олеговна (1980 г.р.), историк и юрист, Москва.

## Студенческие годы и создание подпольной антисоветской молодёжной организации
В 1965 году в г. Рязани Олег Сенин присоединяется к неомарксистcкому студенческому кружку. Год спустя после поступления в Саратовский юридический институт создает в Саратове подпольную антисоветскую организацию. Вместе со своими единомышленниками: Валентином Кириковым, Виктором Бобровым и Александром Романовым — ведёт активную агитационно-пропагандистскую работу среди студентов саратовских вузов. В это время Олег Сенин сосредоточенно работает над собой: много читает, штудирует труды основоположников марксизма, пишет разнообразные публицистические статьи, в которых стремится переосмыслить теорию и практику господствующей в СССР идеологии. Вместе со своими соратниками он считал, что существующий в стране строй являлся не социализмом, а государственным капитализмом с наличием антинародной партократии, отсутствием демократических свобод и социальной защищенности населения. Участники движения видели выход в неизбежной революции. Свою цель они полагали в разработке новых теоретических обоснований и подготовке революционных кадров. Программные установки были изложены в работе «Закат Капитала», которая наряду с другими изданиями распространялась в среде студенческой молодёжи.
В 1968 году из конспиративных соображений Олег Сенин переводится на заочное отделение и вскоре устраивается следователем прокуратуры Советского района города Рязани. К тому времени он создает семью со студенткой исторического факультета МГУ Маргаритой Семенкиной, от брака с которой у них рождается дочь Алена. В это время Олег Сенин сосредоточился на продумывании и написании программных антисоветских работ. При этом он поддерживал связь со своими сторонниками в Саратове, Рязани и Петрозаводске.

## Арест, приговор, лагерное заключение
8 августа 1969 Олег Сенин был арестован сотрудниками рязанского управления КГБ по обвинению в организованной антисоветской деятельности. Следствие по его делу, начатое в Рязани, было закончено в Саратове. В январе 1970 года участники саратовской антисоветской организации были приговорены к различным срокам наказания. О. М. Сенину за «организованную антисоветскую деятельность» по ст. 70, ч. 1 УК РСФСР, ст. 72 УК РСФСР был определён наибольший срок заключения — 7 лет лишения свободы строгого режима с двумя годами ссылки. В мае 1970 года с другими осужденными он был этапирован в Мордовию в зону для опасных государственных преступников ЖХ385/17, в поселок Озерное и другие лагпунты.
Суровые условия заключения, разлука с семьей, общение с сотоварищами по неволе привели молодого неомарксиста к переосмыслению прежних убеждений и принятию православия. Итогом обретения веры стал сознательный отказ от политической борьбы.

## Освобождение и реабилитация
В марте 1974 года по Указу Президиума Верховного Совета РСФСР О. Сенин был помилован. При этом неотбытые годы определялись как условные с двумя последующими годами испытательного срока. В 1991 г. постановлением Президиума Верховного Совета РСФСР О. Сенин и все соучастники по его делу были реабилитированы «за отсутствием состава преступления».
После освобождения Олег Сенин предпринял попытки рукоположения в священнослужители в Алма-Атинской, Тамбовской и Архангельской епархиях, которые не увенчались успехом по причине политической судимости. Столь же неудачно закончилась в 1979 году попытка поступления в Ленинградскую духовную семинарию. В последующие годы по причине безысходности и желания реализовать себя в деле духовного-просветительского служения, О. Сенин предпринимал попытки самореализации в ограниченных по тому времени возможностях. В силу этих обстоятельств он откликнулся на предложение о преподавании истории Церкви, культурологии, философии и риторики в полуподпольной адвентистской Заокской духовной семинарии, продолжил свое образование и получил степень магистра богословия.

## Общественная и духовно-просветительская деятельность
С середины 1990-х годов Олег Сенин ведёт активную преподавательскую и просветительскую деятельность в Туле: он создал православный лекторий «Русские вечера», который на протяжении нескольких лет еженедельно проходил в Доме учителя; он одновременно читал лекции в Тульском государственно педагогическом университете, Тульской правовой академии и в Тульской духовной семинарии; в качестве катехизатора Тульской епархии и миссионера он выступал перед школьниками, студентами, пенсионерами, а также в передачах на региональном и центральном радио и телевидении; публиковался в периодической печати.
В 2000-х годах сфера деятельности Сенина расширилась. В связи с его избранием депутатом Тульской областной думы по политическому блоку «Засечный рубеж — Родина» депутатами блока была разработана программа по духовно-нравственному образованию и воспитанию молодёжи Тульской области. Программа предоставляла правовое обоснование для преподавания в школах региона предмета «Основы православной культуры» и факультативов по историко-православному краеведению. Кроме того, в сентябре 2016 года в Тульской областной универсальной научной библиотеке прошло учредительное собрание по созданию Тульского отделения Общества русской словесности (ТО ОРС). Олег Сенин был избран заместителем председателя Общества.

## Политическая деятельность
В 2004 году был избран депутатом Тульской областной думы 4 созыва от избирательного блока «Засечный Рубеж — партия Родина». В 2006 году в связи с роспуском партии Родина и образовании на её базе партии Справедливая Россия вступил в партию Справедливая Россия. Но и здесь он не задержался. В 2007 году Олег Сенин покинул эту партию и вступил в партию Единая Россия, по спискам которой был избран депутатом Тульской областной думы пятого созыва.

## Творчество
О. М. Сенин является автором пяти книг и персонажем более десяти документальных телефильмов. В его творческом диапазоне проза, поэзия, философско-богословские размышления, публицистика. Стихи начал писать в заключении.
- Светоч: Христианский альманах. Христианская ассоциация «Спешите делать добро». Киев, 1991.Первая публикация
- «Оплакивая и утешаясь»: Сборник стихо-прозы. — Тула, 2005 год[35].
- «Горюша моя ясная. Любовь и вера из-за решетки». — Тула, 2013[36].
- «Благодати светлое крыло. Отклик сердца на Слово Божие и жизнь Церкви». — Тула, 2014.
- «Небесные блики. Вера в жизни и стихах русских поэтов от Ломоносова до Ахматовой». — Тула, 2014[37].

Телефильмы
- «Сохранить себя»
- «Прозрение»
- «Блаженны нищие духом»
- «Любовь дарящая»
- «Вместе с Достоевским размышляют»
- «Преждевременные люди. Словесный портрет»
- «Всю ночь читал я Твой Завет…» (Духовная поэзия Б. Пастернака)[38].

## Воспоминания, отзывы
Валентин Кириков, диссидент, политзаключенный:
«Сенин был в институте человеком заметным, хотя к этому особо и не стремился. Но вставал каждый день в шесть утра, принимал холодный душ (старался подражать Рахметову) и каждый день безвылазно сидел в библиотеке. Он прочитал всего Маркса, все 55 томов Ленина, Поля Лафарга, Карла Каутского, всю библиотеку общества политкаторжан и ссыльнопоселенцев, произведения декабристов… Он, Сенин, на том этапе был супермарксистом. Судьи после поражались, как он цитировал Ленина, Маркса, Энгельса: том, страница, абзац — проверяли ведь.
…Разбуженная мысль искала дня, расцвета, жизни, борьбы, противников, товарищей. Искала поддержки или возражения. Но где бы они взяли нечто современное, и острое, и жизненное, кроме как в подполье? В подполье и взяли».
В. Н. Назаров, профессор Тульского государственного университета:
"Олег Михайлович! Прочитал вашу книгу и, как говорится, не могу молчать. Диссидентские лагерные мемуары мой любимый жанр. Кажется, я прочитал все что можно: от декабристов до «Тюрем и ссылок» Иванова-Разумника и переписки супругов Лосевых (кстати «Горюша ясная» по стилю очень близка к обращениям Алексея Фёдоровича — «Ясочка моя»). Тут важно передать лагерную жизнь реальней, чем она есть на самом деле. Вам это удалось. Вы так запечатлели любовь к Рите, что я её полюбил вместе с вами. Я не верю, что вы с ней расстались, что она могла выйти замуж за другого. Она всегда останется такой, как в ваших письмах. Вы увековечили её. Вот это и есть подлинное искусство.
Т. Т. Савченко, профессор Карагандинского университета:
Книга Олега Сенина «Горюша моя ясная…» это книга о любви, роман, построенный из писем, которые писал автор-герой из лагеря для политических осужденных. Читатель не знает ответных писем, лишь порой герой цитирует их. Удивителен сам герой-автор. Оказавшись в экстраординарных жизненных условиях, он полон оптимизма, высокого состояния духа. Вообще сюжет книги укладывается в романтический: необычный герой — борец против власти, участник подпольного кружка — оказывается в необычных условиях — политический заключенный. Его любовь такой силы и напряженности, что вряд ли какая земная женщина способна соответствовать этой высокой мере чувства… В письмах предстает напряженная интеллектуальная жизнь поколения шестидесятников. Письма к любимой нередко включают аннотации читаемых научных монографий, разнообразных периодических журналов, лаконичные рецензии, ироничную полемику. Так письма становятся и просвещением и отчетом о жизни в неволе. Сегодняшнему мало читающему современнику трудно понять, как и когда прочитывались горы книг, журналов. И не только прочитывались, но осваивались, обдумывались, и многое запоминалось наизусть. Ему нужны неисчислимые книжные и журнальные собрания, сотни писательских судеб и тысячи страниц стихов и прозы, чтобы их осваивать, осмысливать, запоминать и из них создавать свою антологию литературы. Но и этого мало. Потому осваивается история, философия, изучаются языки. Письма о любви включают много из жизни. Мир этого зэка безграничен, а слово его так филигранно отточено, что возникает ощущение благости той жизни, в которой пребывает герой. Дух его свободен, и он дышит, где хочет. Книга Олега Сенина несет в себе глубокий поучительный смысл. В условиях жестокой несвободы человек не будет сломлен, если он внутренне свободен. Герой книги не злобствует, не ищет виновных в своей доле, не погружается в самооправдание. Он достойно несет свой крест. Любовь все покрывает. И свой спасительный елей проливает вера.